# Kuno von Moltke

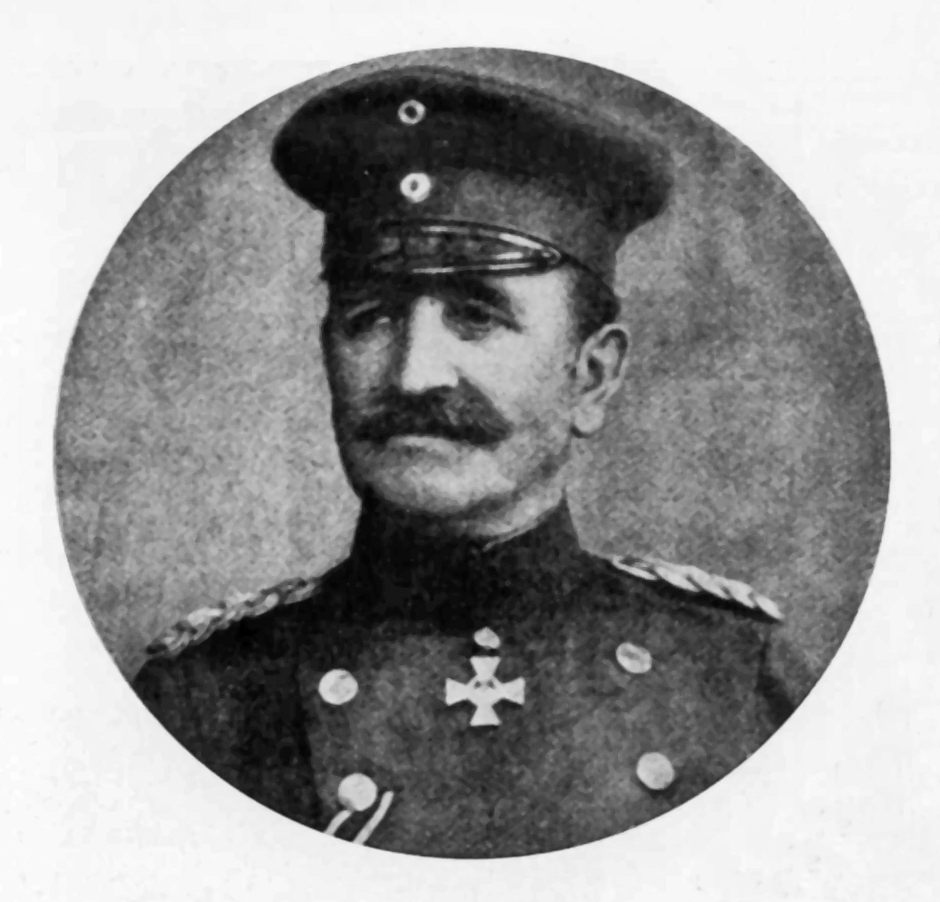
Kuno Graf von Moltke

Kuno (auch: Cuno) Augustus Friedrich Karl Detlev Graf von Moltke (* 13. Dezember 1847 in Neustrelitz; † 19. März 1923 in Breslau) war ein preußischer Generalmajor, Flügeladjutant Kaiser Wilhelms II. sowie von 1905 bis 1907 Stadtkommandant von Berlin.

## Leben
Kuno von Moltke stammte aus dem alten Adelsgeschlecht Moltke. Sein Vater war der Mecklenburg-Strelitzsche Oberstallmeister Graf Karl von Moltke.
1892 komponierte Kuno von Moltke den Kavalleriemarsch Des großen Kurfürsten Reitermarsch.

## Karriere
Am 15. August 1893 wurde Kuno von Moltke zum „persönlichen Dienst beim Kaiser berufen“, zum Flügeladjutanten ernannt und blieb in dieser Funktion bis zum 21. Dezember 1897. Danach wurde er nach Wien als Leiter der dortigen deutschen Botschaft kommandiert, was mit einer Beförderung zum Oberleutnant verbunden war. Im Jahr 1899 erhielt er den Oberbefehl über das Kaiserliche Leibkürassierregiment. Am 19. Juni 1904 wurde Kuno von Moltke in den Rang eines Generalmajors erhoben.
Im Jahr 1896 heiratete er die Witwe Athalie (Lily) von Kruse-Neetzow (geborene von Heyden); die Ehe wurde aber bereits am 15. November 1899 geschieden, da die Ehefrau entdeckt hatte, dass ihr Mann bereits seit Jahren eine Affäre mit dem preußischen Botschafter in Wien Philipp zu Eulenburg hatte. Lily von Moltke heiratete anschließend Harry von Elbe.
Im September 1905 erhielt Kuno von Moltke die Ernennung zum Berliner Stadtkommandanten und wurde damit zum Nachfolger des im Mai 1904 verstorbenen Karl Hoyer von Rotenheim.

## Eulenburg-Harden-Prozess
Moltke gehörte zur Entourage Wilhelms II., die als Liebenberger Kreis in die Geschichte einging und großen Einfluss auf den Kaiser ausübte. Für den Publizisten Maximilian Harden war die Tatsache, dass Wilhelm II. sich unter dem Einfluss des Kreises nicht bereitfand, in der Ersten Marokkokrise einen Krieg mit Frankreich zu riskieren, der Grund, den Kreis immer wieder scharf anzugreifen. Anlass dafür bot Hardens Wissen über die Homosexualität einiger Mitglieder des Kreises, unter anderem aufgrund von Briefen Moltkes an Eulenburg, die Moltkes Ex-Frau ihm 1906 zugespielt hatte. Moltke gehörte in der anschließenden Eulenburg-Krise zu denjenigen, denen Vergehen nach § 175 StGB (homosexuelle Handlungen) vorgeworfen wurden.
Im Laufe des Prozesses forderte Moltke Harden, der ihn offen als homosexuell bezeichnet hatte, zum Duell. Harden lehnte ab, woraufhin es im Juni 1907 zu einem Verleumdungsprozess kam, der mit einem Freispruch Hardens endete. Moltke legte gegen dieses Urteil Berufung ein; im Berufungsverfahren vor dem Landgericht Berlin wurde Harden zu einer Freiheitsstrafe von vier Monaten Gefängnis und zur Übernahme der Kosten beider Verfahren verurteilt. Harden legte gegen dieses Urteil Revision ein. Im Revisionsverfahren im Mai 1908 wurde das Urteil des Landgerichts wegen eines Formfehlers (ein bereits entlassener Zeuge war nochmals vorgeladen und vernommen, aber nicht nochmals vereidigt worden) aufgehoben und an das Landgericht zurückverwiesen. Bei der anschließenden Verhandlung am 20. April 1909 erklärten beide Parteien übereinstimmend, dass Harden keinerlei Ehrverletzung gegenüber Moltke beabsichtigt und diesen insbesondere nicht der Homosexualität beschuldigt habe; dass beide Parteien daher kein Interesse an einer weiteren Strafverfolgung Hardens hätten. Das Gericht lehnte eine Einstellung des Verfahrens jedoch ab, erklärte Harden aller Anklagepunkte für schuldig und verurteilte ihn zu einer Geldstrafe von 600 Mark und zur Übernahme der Kosten der drei bisherigen Verfahren. Auch gegen dieses Urteil strengte Harden zunächst eine Revision an, welche er nach einem Briefwechsel mit von Moltke jedoch zurückzog, wodurch das Urteil des Landgerichts Rechtskraft erlangte.